# U 16 (U-Boot, 1973)
U 16 ist ein ehemaliges deutsches Unterseeboot, welches von 1973 bis 2011 im Dienst der Bundesmarine / Deutschen Marine stand. 2011 außer Dienst gestellt, wurde es ab 2021 in Kiel demilitarisiert und im Jahr 2022 verschrottet.

## Geschichte
Das Boot der U-Boot-Klasse 206 wurde von den Rhein-Stahl-Nordseewerken in Emden gebaut. Die Kiellegung fand am 1. November 1970 statt. Der Stapellauf erfolgte am 29. August 1972, die Indienststellung am 9. November 1973, zusammen mit dem Schwesterboot U 19. Das U-Boot war im 3. U-Boot-Geschwader in Eckernförde stationiert. Aufgabe der Boote der Klasse 206 war die Küstensicherung in der Ostsee vor Einheiten des Warschauer Paktes.
1987 bis 1992 wurden zwölf Boote der Baureihe 206 zur Kampfwertgesteigerten Klasse 206 Alpha (206 A) umgerüstet. Unter ihnen war auch U 16, es wurde ab dem 14. März 1988 umgebaut.

## Verbleib
Nach Auflösung des Warschauer Paktes begann die Außerdienststellung der Klasse 206. U 16 wurde nach einer 38-jährigen Dienstzeit am 31. Januar 2011 feierlich außer Dienst gestellt. Es verblieb als Auflieger in Kiel und diente als Ersatzteilspender für die an Kolumbien abgegebenen Schwesterboote U 23 und U 24.
Seit 2021 wurde es bei HDW in Kiel entmilitarisiert. Es sollte zum Museums-U-Boot im Technik-Museum Sinsheim umgebaut zu werden. Seit September 2022 steht es öffentlich zum Verkauf. 2022 wurde es in Kiel verschrottet.